# Alan Ważny
Alan Ważny (ur. 4 czerwca 2007 w Rzeszowie) – polski tenisista. Dwukrotny zwycięzca juniorskich turniejów wielkoszlemowych w grze podwójnej (French Open 2025 oraz Wimbledon 2025).

## Kariera juniorska
Swój juniorski debiut w Wielkim Szlemie zaliczył podczas Australian Open 2025, gdzie w grze pojedynczej chłopców jako rozstawiony z numerem 15. przegrał w pierwszej rundzie z Amerykaninem Benjaminem Willwerthem. Grał także w grze podwójnej chłopców na tej imprezie, w parze z Finem Oskari Paldaniusem, gdzie także przegrał w pierwszej rundzie.
Podczas French Open 2025 wygrał grę podwójną chłopców wraz z Paldaniusem, pokonując kolejno Thijsa Boogaarda i Ivana Ivanova, Keatona Hance’a i Jacka Kennedy’ego, a w finale Noaha Johnstona i Benjamina Willwertha.

## Kariera zawodowa
W marcu 2025 zdobył swoje pierwsze punkty rankingowe ATP, docierając do ćwierćfinału turnieju ITF M15 w Alaminos na Cyprze.

## Życie osobiste
Pochodzi z Rzeszowa, jest zawodnikiem tamtejszego klubu tenisowego Czarni Rzeszów.

## Finały juniorskich turniejów wielkoszlemowych

### Gra podwójna (2)
| Końcowy wynik | Rok  | Turniej     | Nawierzchnia | Partner          | Przeciwnicy                      | Wynik finału      |
| Zwycięzca     | 2025 | French Open | Ceglana      | Oskari Paldanius | Noah Johnston Benjamin Willwerth | 6:2, 6:3          |
| Zwycięzca     | 2025 | Wimbledon   | Trawiasta    | Oskari Paldanius | Jagger Leach Oliver Bonding      | 5:7, 7:6(6), 10-5 |